# Стівен Гедлі
Стівен Джон Гедлі (англ. Stephen John Hadley; нар. 13 лютого 1947, Толідо, Огайо) — американський політик.

## Життєпис
Закінчив Корнельський університет (бакалавр держуправління, 1969).
Ступінь доктора юриспруденції отримав у Школі права Єльського університету.
У 1972–1975 роках служив офіцером ВМС США.
Гедлі працював на різних посадах у галузі оборони і національної безпеки, у тому числі як аналітик Міністерства оборони (1972–1974), співробітник Ради національної безпеки при президенті Джеральді Форді (1974–1977) і радник на спеціальній Раді з розслідування продажу США зброї в Іран, заснованій президентом Рональдом Рейганом (1986–1987).
В адміністрації Джорджа Буша-старшого Хедлі був помічником міністра оборони США з глобальних стратегічних питань (1989–1993).
Гедлі був старшим радником з питань зовнішньої і оборонної політики тодішнього губернатора Техасу Буша під час президентської кампанії 2000 року. До цього він був партнером в юридичній фірмі Shea & Gardner у Вашингтоні і керівником Scowcroft Group, Inc., міжнародної консалтингової фірми.
У 2001–2005 роках заступник радника з національної безпеки президента США.
Обіймав посаду радника з національної безпеки президента США Джорджа Буша-молодшого з 26 січня 2005 по 20 січня 2009, коли в адміністрації новообраного президента Обами його змінив відставний генерал морської піхоти Джеймс Джонс-молодший.